# Институт археологии и этнологии ПАН
Институ́т археоло́гии и этноло́гии ПАН (пол. Instytut Archeologii i Etnologii) — научно-исследовательское учреждение в составе Польской академии наук.

## История
Институт археологии и этнологии Польской академии наук был создан 19 ноября 1953 года, выделившись из Управления исследованиями над истоками Польского государства. До 1992 года назывался «Институт истории материальной культуры».
Целью Института археологии и этнологии является интеграция научных исследований истории в области археологии и истории культуры.